# Бургхардт, Маркус
Маркус Бургхардт (нем. Marcus Burghardt; род. 30 июня 1983, Чопау, земля Саксония, Германия) — немецкий профессиональный шоссейный велогонщик, выступающий за команду Bora-Hansgrohe.

## Достижения
2001
- 1-й в генеральной классификации Трофей Карлсберга (Trofeo Karlsberg) юниоры
  - 1-й на этапах 1 и 5
- 3-й на Чемпионате Германии по шоссейным велогонка среди юниоров в групповой гонке
- 9-й на Чемпионате мира среди юниоров в групповой гонке

2003
- 1-й на этапе 3 Ronde de l'Isard d'Ariège (U-23)

2005
- 4-й на Dwars door Vlaanderen

2007
- 3-й на E3 Харелбеке
- 1-й на Гент — Вевельгем
- 1-й на этапах 3 и 5 Drei Länder Tour

2008
- 1-й на этапе 18 и  Приз самому агрессивному гонщику на этапе 18 Тур де Франс

2009
- 10-й на E3 Харелбеке
- 7-й на Тур Фландрии
- 7-й на Гент — Вевельгем
- 4-й в генеральной классификации на Туре Саксонии

2010
- 5-й в генеральной классификации на Туре Катара
- 7-й в генеральной классификации на Туре Омана
- 1-й  в очковой классификации на Швейцарии
  - 1-й на этапах 5 и 7

2011
- 9-й в генеральной классификации на Туре Катара

2012
- 3-й на Чемпионате Германии по шоссейному велоспорту в групповой гонке

2013
- 1-й  в горной классификации на Туре Романдии

2015
- 3-й на Чемпионате Германии по шоссейному велоспорту в групповой гонке
- 1-й на этапе 1 Вуэльта Испании (ТТТ)

2016
- 1-й на Критериум Брукмюль (Criterium Bruckmühl)

2017
- 1-й   — Чемпион Германии в групповой гонке

## Статистика выступлений наГранд Турах
| Гранд Тур | 2005 | 2006 | 2007 | 2008 | 2009 | 2010 | 2011 | 2012 | 2013 | 2014 | 2015 | 2016 | 2017 |
| --------- | ---- | ---- | ---- | ---- | ---- | ---- | ---- | ---- | ---- | ---- | ---- | ---- | ---- |
| Джиро     | -    | -    | -    | -    | -    | -    | -    | -    | -    | -    | -    | 70   | -    |
| Тур       | -    | -    | 127  | 120  | -    | 161  | 164  | 58   | 98   | 154  | -    | 89   |      |
| Вуэльта   | 76   | -    | -    | -    | -    | -    | -    | -    | -    | -    | сход | -    |      |